# 火引弾
火引 弾（ひびき だん）は、カプコンの対戦型格闘ゲーム『ストリートファイター』シリーズに登場する架空の人物。ゲーム内ではダン (Dan) と表記される。

## 概要
『ストリートファイターZERO』（以下『ZERO』）にて、隠しキャラクターとして初登場。隠しキャラクターは一般的に強く設定されることが多いが、ダンは弱く設定されていることが最大の特徴である。
シリーズの主人公であるリュウ、ケンと同じく剛拳（ゴウケン）に師事していたことがあり、立場的には彼らの兄弟子にあたる。そのため使用する技も彼らに似ているが、ダンは修行の途中で剛拳に破門されており、自身が考案した我流格闘術「サイキョー流」を用いているため、実力は中途半端。
中平正彦の漫画作品である『ストリートファイターZERO』および『さくらがんばる!』での設定がゲーム本編に取り入れられ、春日野さくらやブランカとは関係の深いキャラクターとなっている。

## キャラクター設定
香港在住の日系人。父親の火引強も格闘家だったが、ムエタイの帝王サガットとの試合に敗北して命を落とす（その際、強はサガットの片目を奪っている）。それ以来ダンはサガットを父の敵として追い続けている。それと同時に、独自に編み出した格闘術「サイキョー流」を世に広めるべく、弟子集めと道場開設のため世界を駆け回っている。
シリアスなバックストーリーを持つ一方で、『ストリートファイターZERO2』（以下『ZERO2』）以降の作品では、実力の割には自信ばかりが高いコミカルなキャラクターとして位置づけられている。
父の死後、リュウ、ケンの師である剛拳のもとで修行をしていたが、サガットへの憎しみを看破されて破門された。本来なら拳を封じるところを剛拳は踏み止まり、「拳は捨てよ」とだけ告げている。リュウたちの入門はその後になるため面識はなく『ZERO2』ではケンに「俺と似たような技を使うとは何様のつもりだ?」と啖呵を切っているが、『ストリートファイターIV』（以下『ストIV』）の時代ではダンは互いの関係を知っていた。竜巻旋風脚は使えず、我道拳や晃龍拳が技として不完全なのも修行途中で破門されたことが理由。『STREET FIGHTER 暗殺拳』では、暗殺拳を習った者たちの名札に弾の名前が残されている。
濃い茶色の髪を後ろで束ね垂らしている。ピンク色など変わった色の道着を着る理由はファッションセンスがないためとされている。なお、リュウやケンと異なり上着の下に黒いアンダーシャツも着ており、『ZERO3』にてこの衣装は亡き父の格好を真似たものと設定されている。『ストリートファイターV』（以下『ストV』）公式サイト「シャドルー格闘家研究所」内の「キャラ図鑑」のイラストでは、道着の上半身を脱ぎ黒いアンダーシャツ姿になっている。
『ZERO』のキャラクターセレクト時の顔はスティーヴン・セガールをイメージして描かれている。

### 人物像
勘違いに近いほどの自信家であり、自惚れが強い性格（ただし、ベクトルは間違っていても努力は怠っていない）。実力に伴わない大きな態度から、他の登場人物からは呆れられることも多く、初登場作品となる『ZERO』のエンディングにおいてもベガから「バカさ加減も最強」と皮肉られている。一方、前向きで威勢の良い性格と捉えられることもあり、『CAPCOM VS. SNK』シリーズではロレントからその点を評価された。
『ZERO3』以降は春日野さくらの師匠を自称しているが、実際には技のコツをレクチャーした程度の間柄である。ブランカとは親友であり、彼のことを本名の「ジミー」と呼ぶ。他人には咆哮としかとれないブランカの言葉（『さくらがんばる!』と『ZERO3』でのブランカは普通に喋れない）を理解できる。多言語話者であり、日本語、英語、タイ語、広東語に堪能な上、フランス語、ロシア語もいくらか理解できることから、さくらからは通訳としても頼られている。『ZERO3』ではブランカのピンチにさくらを連れて助太刀に現れるシーンがある。
『さくらがんばる!』ではあっさり倒されるなど三枚目な扱いも多かったが、ストリートファイターとしての心得を訓示したり、手がかりのほとんどない海外の旅での案内人になったりと、頼れる先輩ファイターとして描かれており、ゲーム本編とは違った硬派な面を見せている。肉体的な耐久力が相当に高いようで、一方的にやられながらもケンを辟易させ「神龍拳」を受けて敗れたが、直後のケンの闘いに文句をつけながら観戦していた。ケンとの対戦を見た神月家の執事・柴崎も「何というタフネスぶり、評価を改めなければ」と驚いていた。
『ZERO』と『ZERO2』では父を死に追いやったサガットへの復讐に燃えているが、『ZERO3』における自身のストーリーはサガットを倒した後となっており、彼と会った際にはこれまでとは一転してサイキョー流入門を勧めるという器量を見せている。一方でサガットのストーリーではいまだに父の敵討ちに燃えており彼に挑戦している。
『ストリートファイターII』で行われた世界格闘大会には参加していないが、これについては「電話代を払っていなかったため大会の開催を知らなかった」とされている。『ストIV』シリーズではサイキョー流を世界に広めるため、さくらとブランカを引き連れて格闘大会に参加する。また同作では「ママのために偉くなりたい」と相談に訪れたブランカに世界格闘大会への出場を提案している。
『ストIV』では生え際が後退していたり（勝利メッセージ時に髪を気にするセリフあり）、恰幅が良くなっていたりと外見に変化が見られるものの、格闘家としては現役である。『ZERO』シリーズでは相手を罵倒するようなコメントが目立っていたが、『ストIV』シリーズでは生活が苦しいまことに対して親身に接したり、ファンの多いザンギエフを羨ましがったりとより人間味溢れる描写がなされている。また、自身の道場をテレビコマーシャルで宣伝（ただし、道場の住所を載せなかったため効果はゼロであった）したり、自身のブランドで格闘技用品や洗剤を販売するなど、生活のためのサイドビジネスにおいて商才の片鱗を見せている。
『ストV』ではアレックスのストーリーモードでシャドルーのコピーファイターの一体として登場するが、アレックスがフラッシュチョップ一発で倒すと四天王のファンに「さすがにこの程度では話にならないか」と言われてしまう。また、ラシードのストーリーモードでは「IamSaikyo」という名前でSNSに「電話代を払った」と投稿している。
『ポケットファイター』では道場を開くため、自分より弱くて最初の弟子に相応しいとしてさくらに目をつける。エンディングでは彼女を弟子にし、技を全部マスターされるが「ダサいしカッコ悪いし使えない」という理由で逃げられる。アメコミ版でもさくらの師匠となるが、すぐ追い越される三流格闘家として悪い扱いを受けている。端役であり、リュウたちとの関連性は描かれていない。
落ち物パズル『スーパーパズルファイターIIX』においては「サイキョー流パズル道場」でゲームの案内役を務めている。同作品の隠しキャラクターとしても登場しているが、攻撃パターンがゲーム中で最弱の赤一色、攻撃アクションが全て相手に攻撃を行わない挑発になっている、最終ステージで豪鬼に叩きのめされる、勝利画面のグラフィックが一人だけ非常に小さく描かれている、ニュートラルの構えが常に笑顔など、『ZERO』シリーズ以上にコミカルなギャグキャラクターとしての側面が強調されている。この路線は『ポケットファイター』にも引き継がれている。
OVA『ストリートファイターZERO - THE ANIMATION - 』ではバルログに切り裂かれたり、バトルロイヤルでは張り切って飛び出てバーディーに挑発して「我道拳」を放つが目の前で消え、少しの静寂の後、鎖で絞め上げられたりと、扱いが悪い。

### サイキョー流
ダンが使用する我流の格闘技。漢字表記は「最強流」だが、基本的にカタカナで表記。
剛拳の教えを基にダンなりの改良を加えたものだが、「挑発を重視した格闘スタイル」など技の錬度や実用性に関しては胡散臭い部分が多い。『CAPCOM VS. SNK』シリーズではガイルから「素質を無駄にするスタイル」、鑑恭介からは「そんな格闘技は聞いたことがない」と言われている。
『ZERO』の時点ではサイキョー流の名は存在せず、『ZERO2』のエンディングでサガットを倒し自分が最強と確信したダンが開いた流派となっている。故郷である香港に道場が置かれ、弟子もそれなりに集まっている。『ZERO3』以降では交流の深いさくらやブランカもサイキョー流一派だと強引にダンは考えているが、当人たちは否定している。
『ストIV』シリーズでは知名度が低いため、入門志願者や門下生はほとんどいない。その結果、師範であるダン自身が広告塔となり、自らサイキョー流の強さを証明することで弟子集めに奔走することになる。また、「サイキョー流道場」を開くも資金繰りに苦労している様子が自身やブランカのエピソードで語られている。本編では語られていないが、かつて世界を回り、様々な人物と交流したダンの経験から製造業にも着手するようになったという裏設定が存在し、スポーツウェアやスパーリング用のボディアーマーなどの格闘技用品のほかに、果ては洗濯用洗剤にまで「サイキョー流ブランド」の商品を開発している。『スーパーストリートファイターIV』（以下『スパIV』）のアーケードモードでは深夜帯とはいえ、テレビCMを放映することにも成功しており、入門者に「サイキョー流Tシャツ」と高枝切りバサミを配っている。『ストIV』公式サイト内でも初心者向け講座としてダンを師範に据えたサイキョー流道場が開設されている。
カプコンの3D格闘ゲーム『ジャスティス学園』シリーズでは通信教育業界にも進出しており、『私立ジャスティス学園 熱血青春日記2』において登場人物の一人が「ケン・マスターズ格闘術」とともに「サイキョ〜流格闘術」の名前を挙げている。

## 開発者の声

### 「中途半端なヤツ」
『ZERO』のダンの開発者は、「ダンのコンセプトは“中途半端なヤツ”です。しゃがみガード崩しはないし、我道拳は少ししか飛びません。ダンで連勝を続けるのは大変ですが、断空脚をメインに、ガンバって勝ち抜いてください」と述べている。

### 一服の清涼剤として
開発者の一人である船水紀孝によると、ダンはバランス調整が楽であり、どんなに弱くともダンでプレーしてくれる人がいるし、強くしたらダメだから強くしないように注意すればいいだけであったという。船水は「負け抜けの入れ替わりで対戦しているときに、1人が勝ち続ける場合ってあるじゃないですか。ずーっと連勝していると、20連勝ぐらいから、ワイワイとやっていたのが、急にシーンとしはじめて、だんだんまわりの雰囲気が堅くなってくる、『あいつあんな単調な攻めばかりしやがって』とか言って急に座らなくなったりする、そういうときにダンが入ると、急になごむんです（笑）。毛がクーっと逆立っていたのが、笑った顔になって。入るほうは、ダンだったら負けてもかまわないって挑むじゃないですか。で、ヘタに入られた側が負けたりなんかすると、これが妙に盛り上がったり（笑）。その「すごく場がなごむ」っていう効果を考えると、ダンを入れてよかったなぁってつくづく思いますね。ボクら開発陣の息抜きって考えていただければ（笑）」と語っている。

### 道着の色
ダンの道着の色については、開発者の一人である伊津野英昭によると「一番弱そうな色は」とデザイナーに聞かれた際、「ピンクと抹茶では」と返答したため、その色が1Pカラー、2Pカラーとして採用されている。ピンク色の道着については、ダンが登場する他のゲームや、漫画・アニメなどの派生作品でも道着の色として採用されている。

## SNK作品との関連
ダンのキャラクター設定はSNKの格闘ゲーム『龍虎の拳』（以下『龍虎』）のパロディになっていて、外見や各種の必殺技なども『龍虎』の主人公リョウ・サカザキとロバート・ガルシアを足して割ったような姿に作られている。このようなパロディを行った理由として、開発者のインタビューでは「他社のゲームに、苦労して作った（キャラクターのアニメーション）パターン（＝リュウとケン）をそっくり真似られた」ことを挙げている。これに立腹した開発者の一人が、「『真似をするな』との意味を込めて、おちょくりキャラとして」作らせてください、と船水に進言したとしている。「二流格闘家」というコンセプト自体は現在の形になる以前から決まっていた。
『Street Fighter Alpha』シリーズ（日本国外版『ZERO』シリーズ）では、ゲーム内でのダンの台詞やダンに向けられた台詞に「Art of Fighting」（『龍虎』の英題）や「King of Fighters」といった言葉がいくつか含まれており、SNK作品との関連をさらに濃く示している。
CAPCOMとSNKとのクロスオーバーシリーズにおいて、リョウ・サカザキ本人からは「ニセモノ野郎」と呼ばれ、リョウ以外のSNKのキャラクターからはロバート・ガルシアと間違われている。
ダンの父親の強が当初は天狗のような顔をしていると設定されていたのも、初代『龍虎』に登場する天狗の面を被ったキャラクター・Mr.カラテのパロディである。Mr.カラテの正体はリョウの父親であるタクマ・サカザキが変装した姿。ゴウの初出は『ストリートファイターZERO』の設定画で、後の『ポケットファイター』でもこの姿で登場している。『ZERO』設定画で公表された際に「鼻が極端に大きい」「耳紐がついている」などMr.カラテ同様に仮面をつけているように描かれたが、『ZERO2』設定画で再び公表され「素顔である」と明記された（鼻は自前であり、耳紐のような物は白髪およびホクロであるという）。ただし、『ストV』以降は素顔の設定が変更されている。
『マーヴル・スーパーヒーローズ VS. ストリートファイター』では、ダンのエンディングは初代『龍虎』のエンディングをパロディにしており、最終ボスである「メカ豪鬼」を倒そうとした瞬間、ダンに似た髪型でセーラー服を着ているダンの妹が現れ「お兄ちゃん、やめて!! その人は、その人は私たちの…!!」ときて「END」と締めくくられる。『頂上決戦 最強ファイターズ SNK VS. CAPCOM』（以下『頂上決戦 最強ファイターズ』と表記）ではこの設定を基にして、リョウとタッグ組むと「やめて! おにいちゃんズ」とタッグ名がつき、エンディングではリョウとの会話後に妹について言及している。この妹は後に名前が「百合子」と設定された（家族の節を参照）。
『CAPCOM VS. SNK』シリーズでは『PRO』と『CAPCOM VS. SNK 2 MILLIONAIRE FIGHTING 2001』（以下『CAPCOM VS. SNK 2』）において、『餓狼伝説』のキャラクターであるジョー・ヒガシと同時に登場しており、対とされている描写がある。同シリーズ第1作『カプコン バーサス エス・エヌ・ケイ ミレニアムファイト 2000』のエンディングではミレニアムファイト第一回大会の優勝者として、この2人が登場している。『CAPCOM VS. SNK 2』では藤堂竜白からは「根性がある」と評価され、藤堂がメインの掛け合いではダンは「苦労が報われて良かった」と褒めている。
『頂上決戦 最強ファイターズ』では、ライバルキャラクターとしてリョウが設定されており、またユリ・サカザキともラウンド開始前に掛け合いが発生する。
SNKプレイモアの『SNK VS. CAPCOM SVC CHAOS』（以下『SVC CHAOS』）ではさらに露骨な技のコピーが見られるほか、対戦前会話デモでMr.カラテを自分の父のニセモノ呼ばわりしている。また、ダンがデミトリ・マキシモフから「ミッドナイトブリス」を食らって女体化すると、私服の百合子に似た姿に変身する。エンディングでは、最終ボスがレッドアリーマーの場合は地獄で魔物たち相手に稽古をつけ、アテナの場合は天国でアテナと神様相手に稽古をつける。

## 初心者のサポート役
落ち物パズル『スーパーパズルファイターIIX』において「サイキョー流パズル道場」でゲームの案内役を務めて以来、ダンが指南役として登場する作品が複数存在する。スマートフォンアプリ『ストリートファイターIV』と『ストリートファイターIV道場』、『ストリートファイター X 鉄拳』と『ストV』ではチュートリアルやトライアルに登場する。プレイヤーに作品の動作の基本や用語の説明を行い、トライアルがクリアできなかった場合にはコツを教える。『ストV』ではショップで販売されるキャラクター、コスチューム、ステージの説明を機械的な文章ではなく親しみやすい人間味の溢れたダンなりの文章で紹介している。

## 家族

### 火引強
火引 強（ひびき ごう）は、ダンの父親。かつてサガットとの戦いで命を落とし、『ZERO』の時点で既に故人となっている。ダンが初登場した『ZERO』の時点で設定画が存在し、『ZERO2』の時点では天狗のような顔が素顔とされていた（SNK作品との関連の節を参照）。『ポケットファイター』でゲーム内に初登場した際にもこの設定を反映し、緑色の道着に天狗のような顔で、頭に天使の輪を乗せた姿で登場している。『ストIV』の家庭用移植版ではオープニングアニメで遺影としてわずかに姿を見られるが、容姿は『ポケットファイター』のものとは異なりダンと同じピンクの道着を着ている。
UDONのアメリカンコミック版では容姿のデザインが大きく変更され、『ストV』公式サイト「シャドルー格闘家研究所」の「キャラ図鑑」でもそれに準ずる形で強の全身がデザインし直されており、素顔の設定も変更されている。「キャラ図鑑」における新デザインでは、オレンジ色の道着に草履、ダンと同じ髪型だが白髪で鼻の下に口ひげが生えており、鼻の高さも少し高いだけである。空手をベースとした「喧嘩殺法・無頼拳」が格闘スタイルであり、サガットに食らわせた必殺技は相手の顔面に連続の膝蹴りを浴びせる「昇天無頼脚」であると、新たに名称が設定されている。かなりの実力者だが冗談が好きで気が良い。

### 火引百合子
火引 百合子（ひびき ゆりこ）は、ダンの妹。初登場は『マーヴル・スーパーヒーローズ VS. ストリートファイター』のエンディングだが、この時点では名前が設定されておらず、メカ豪鬼を倒し殴りかかろうとする兄を止めるため唐突に現れる。この際の台詞は『龍虎の拳』のエンディングでリョウ・サカザキを止めるユリ・サカザキの台詞に酷似したものとなっている。その後、前述のように『頂上決戦 最強ファイターズ』でも妹の存在についてダンの口から言及されている他、『SVC CHAOS』ではダンがデミトリから「ミッドナイトブリス」を食らうと私服の妹の姿になる（SNK作品との関連の節を参照）。
後に「シャドルー格闘家研究所」の「キャラ図鑑」にて、あくまでもパラレル設定であることを強調しながらも初めて名前と詳しいプロフィールが設定された。こちらでは額を出した三つ編みでセーラー服姿が描かれている。出身国はダンとは異なり日本になっている。学生生活を送りながらも自由な兄を気遣い、世界を旅している兄の後をこっそり尾行している。本人は格闘技に興味はなく、兄の商才を見抜いていつかは一緒に通販サイトなどをやりたいと考えている。
当初はパラレル設定とされていたものの、『ストV』で2018年9月26日よりショップの店員としてシリーズ本編にボイス付きで登場を果たした。こちらではセーラー服の上に「最強流」の文字がデザインされたエプロンを羽織っている。担当声優は伊藤静。

## ゲーム上の特徴
ダンは意図的に弱いキャラクターとして作られている。カプコンの船水は「どのキャラクターも尖った部分が必要で、ダンの場合は『弱い』ことで尖らせている。マニアックな人が使って苦労して勝つ、そんな遊びもあっていいのではないか」としている。
隠しキャラクターとして登場した『ZERO』では、立ち絵や技のグラフィックはリュウ・ケンからの使い回しである。対CPU戦では条件を満たすことで乱入してくるが、積極的に攻めてくることもなければ、こちらの攻撃をガードすることもほとんどない。何もせずに待っていると「我道拳」「晃龍拳」「断空脚」をそれぞれ弱→中→強の順に出してくるが、それ以外はほとんど何もしてこない。
設定上、剛拳に師事していたため、基本スタイルはリュウとケンだが、上記の事情とサイキョー流が本人の素質を無駄にするスタイル（ガイル談）の関係上、ほぼ全てにおいてリュウとケンの劣化版になっている。
通常技の多くは個々の威力は平均的だが判定が弱い（相手キャラクターの技と重なった際に打ち負けやすい）上に全体的にモーションが長いため、弱攻撃の連打ができない。また気絶値が著しく低く設定されていた。必殺技もリュウとケンと同系統の技を使うが、我道拳は途中で消える・晃龍拳は出始めに無敵判定がないなど、どこかしら劣化している。ただし、上述した開発スタッフのコメントの通り、突進技の「断空脚」はダンの必殺技の中ではまともな性能であり、特に空中断空脚は非常に優秀で立ち回りの生命線となるため、基本的に断空脚を主軸にして戦うことになる。また、単発の攻撃力は決して低くはなく、とりわけスーパーコンボLv3の「晃龍烈火」は威力・気絶値ともに優れている。
『ZERO2』以降はデフォルトで登場することが多くなった。グラフィックが新規に描き下ろされ、通常技は『ZERO』の時よりもさらに使いづらいものに差し替えられた。
他作品に出演する際は毎回新しい技が追加されており、単純に技数を比較した場合ではリュウやケンのそれを上回る。その中には実用性が低いものも多いが、その全てが弱い技というわけではない。開発側の思惑通りに「ほぼ全ての作品で最弱クラスの性能ながら勝ちようはある」という、ストイックかつマニアックな玄人向けキャラクターとなっている。
『ストV』で再登場した際には、後述するVスキルIIの「サイキョー流漢吼え」が『ストV』の中でも独特な性能をしており、かなりの玄人向けキャラクターとして仕上げられていた。さらに「サイキョー流漢吼え」と「我道拳」を組み合わせることにより、永久パターンがあることが発見された。ただし距離限定で難易度も高く、現実的ではないと考えられていたが、プレイヤー間の研究が進むにつれ、相手の投げ抜けの硬直を突いた始動など現実的な場面が増えた。結果として、アップデートにより「我道拳」が1/4の確率で吹き飛びダウンするバージョンが追加され、確率的に永久パターンが終了する仕様に変更された。

### 挑発
ダンの特徴のひとつに挑発がある（必殺技の項にて詳述）。『ZERO』シリーズでは原則として1ラウンドに1回だけ相手を挑発できるが、ダンのみは無制限に挑発が使用可能。また直立状態・しゃがみ状態・ジャンプ中でそれぞれ違った挑発行動となる上、必殺技やスーパーコンボにも挑発が用意されている。
ゲーメストムックでのインタビューにおいて、「『ZERO2』のダンは挑発の時に『ウォンチュー』と言っているように聞こえますが、なんと言っているのでしょうか？」の問いに対して、企画担当の村田治生は「『ラクショー』です」と答えている。
ダンの挑発が無制限に出せることについて、開発者は「このほうがダンらしいと思ったからです」と述べている。

## 技の解説

### 通常技
作品によって若干差異はあるが、ここでは『ZERO』シリーズでの技名称を掲載。立ち状態の遠近およびジャンプ状態の垂斜の区別はない。
| 操作     | 立ち                              | しゃがみ                              | ジャンプ                            |
| -------- | --------------------------------- | ------------------------------------- | ----------------------------------- |
| 弱パンチ | ジャブ(※1) / 掌底(※2)             | しゃがみジャブ(※1) / しゃがみ掌底(※2) | パワージャブ                        |
| 中パンチ | みぞおちパンチ                    | しゃがみジャブ(※1) / しゃがみ掌底(※2) | ストレート                          |
| 強パンチ | 正拳突き(※1) / カチ割り手刀(※2)   | 突き上げアッパー                      | ストレート(※1) / 打ち降ろし手刀(※2) |
| 弱キック | ローキック(※1) / ヒザ蹴り(※2)     | くるぶしキック                        | サイドキック                        |
| 中キック | アゴ砕き蹴り(※1) / 我道蹴り(※2)   | くるぶしキック                        | 跳び足刀                            |
| 強キック | カカト落とし(※1) / 超回し蹴り(※2) | 回転足払い                            | ナギナタ蹴り                        |

※1 『ZERO』のみ
※2 『ZERO2』以降

### 投げ技
背負い投げ
相手の体を両手で掴んで放り投げる。リュウ、ケン、豪鬼らの使用する同名の技と性質はほぼ同じ。『CAPCOM VS.SNK』シリーズでは投げた後に挑発を行う。
漢投げ / 空中投げ
『ZERO3』で使用する空中投げ。技の動作は「背負い投げ」とほぼ同じ。『マーヴルVS.』シリーズでの名称は「空中投げ」。
我道突き
『ストIV』の前方投げ。相手の胸ぐらを掴み、睨みつけてから正拳突きで吹き飛ばす。
サイキョー払腰
『ストIV』と『ストV』の後方投げ。サイキョー払腰1回では投げきれず2回目で成功する動作になっている。
サイキョー体崩し
『ストV』の前方投げ。相手の体勢を崩して投げ飛ばす。
一世一代漢道
『ポケットファイター』で使用。特技であるカラオケを泣きながら熱唱し相手に聴かせるが、歌声がひどく相手は石化する。

### Vシステム
サイキョー流無頼流転の構え（サイキョーりゅうぶらいるてんのかまえ）[VスキルI]
攻撃判定のある挑発を繰り出し自身のVゲージを増加させる。前転後に挑発を行う「壱式」、後転後に挑発を行う「弐式」、空中で挑発を行う「参式」の3種類があり、それぞれ各種必殺技をキャンセルして出すことができる。なお、挑発を行うとヒットの有無にかかわらず相手のVゲージも増加させてしまう。
サイキョー流漢吼え（サイキョーりゅうおとこぼえ）[VスキルII]
攻撃判定のある挑発を繰り出し自身のVゲージを増加させる。立ち状態で挑発を行う「壱式」、しゃがみ状態で挑発を行う「弐式」の2種類があり、しゃがみ強キック以外の通常技をキャンセルして出すことができる。また、キャンセルで挑発を出した場合に限り、動作中に特定のタイミングで一度だけ通常技や必殺技でキャンセルすることもできる。なお、挑発を行うとヒットの有無にかかわらず相手のVゲージも増加させてしまう。
覇王我道拳（はおうがどうけん）[VトリガーI]
両手に溜めた気を一つに組み合わせた後、前方に強力な波動を放つ。『ストV』では後方に吹っ飛ばなくなった。こちらも少し進んだところで消えてしまうが溜め撃ちが可能で、最大まで溜めることでガードブレイクとなり、さらにヒットすれば壁バウンドする。
天地サイキョーの型（てんちサイキョーのかた）[VトリガーII]
発動すると「破天我道拳」と「轟晃龍拳」が使用可能になる。
サイキョー流回避術（サイキョーりゅうかいひじゅつ）[Vリバーサル]
前転を行い相手の背後に移動する。
サイキョー胴貫き蹴り（サイキョーどうぬきげり）[Vシフトブレイク]
大きく踏み込みながら蹴りを放つ。

### 特殊技
サイキョー流防御（サイキョーりゅうぼうぎょ）
『ZERO3』ではV-ISMのみ使用可能な、ダン専用の特殊な防御。相手の攻撃をガードした直後にコマンドを入力することで、相手をダンの前方へ強く押し返す。『X-MEN VS. STREET FIGHTER』や『ヴァンパイア セイヴァー』などのカプコンの対戦型格闘ゲームで基本システムとして採用されている「アドバンシングガード」と性質はほぼ同じ。
『ウルトラストリートファイターIV』（以下『ウルIV』）のオメガエディションではダンの方が後退するものになり、後退直後はアーマー属性が付く。
サイキョー蹴り
上段回し蹴り。『スパIV』までは近距離立ち強キック（通常技）だったが、『ウルIV』では特殊技になっている（オメガエディションでは従来通り通常技）。
他のキャラクターに比べて脚をかなり高く上げるため、範囲は狭いが発生が早く隙も小さい。
カチ割り手刀
『ウルIV』オメガエディションから追加。振り被って手刀を振りおろす、しゃがみガード不能の中段技。
元は近距離立ち強パンチ。オメガエディションで遠距離立ち強パンチは「必勝無頼拳」の一部にある前肘打ちの動作に変更された。
サイキョー顎砕き蹴り（サイキョーあごくだきげり）
『ストV』で使用。勢いよく足を振り上げる蹴り。

### 必殺技
我道拳（がどうけん）
片腕を振り被り、前方に突き出して掌底から気弾を放つ。飛び道具技だが射程が非常に短く、一歩分ほどしか飛ばずに消えてしまう（『CAPCOM VS.SNK』シリーズおよび『ストIV』では比較的飛距離が長い）。『ストIV』のEX版は飛距離が強より増し、弾が2発出る。
『マーヴル』VS.シリーズでは『ZERO』シリーズより弾のサイズが小さい上にほとんど飛ばず目の前に停滞してしまうが、ヒット時に相手を吹き飛ばす。『SVC CHAOS』では気弾の形が小さな球状になっているが、それ以外は他シリーズとほぼ同様。
『ストV』では溜めが可能で、威力と飛距離が上昇する。
破天我道拳（はてんがどうけん）
Vトリガー[II]発動中は「我道拳」が本技に変化。我道拳の強化版となる飛び道具。性能はEX版我道拳と同様だが、コマンドのジャスト入力成功時は威力とヒット数が上昇し相手のダウンを奪える。また、ヒット後に追撃も可能。
断空脚（だんくうきゃく）
やや山なりの軌道で低空を跳びながら蹴りを放つ。蹴りの回数は弱で1回、中で2回、強で3回。『ZERO2』以降は1発目が飛び膝蹴りになり、通常技のジャンプ弱キック→中キック→強キックを順に繰り出すモーションとなった。剛拳に破門されてから独自に編み出した技とされている。他キャラクターの多くの技が空中対応になった『マーヴル・スーパーヒーローズ VS. ストリートファイター』においても空中では使用できなかったが、『ZERO3』以降は空中でも出せるようになっている。開発スタッフのコメント通り、ダンの必殺技の中では一番まともな性能であり、この技を主軸にして戦うことが基本となる。リュウらの竜巻旋風脚などと同様、しゃがんだ相手に地上版は当たらないが、レバー入力とボタン入力の間にジャンプ（通常は前ジャンプ）の操作を挿入するというコマンドの工夫によって、地上版と大差ないかむしろ低い高度を飛ぶ空中断空脚を繰り出すことができる。
『ストIV』シリーズでは跳んでから蹴りを放つまでに時間がかかり、山なりの軌道ではなく真横に移動する。EX版は発生と同時に1度だけ蹴りを繰り出し、ヒットすると左右交互に蹴りを繰り出す。空中でのEX版はその場で3連続蹴り。
『ウルIV』オメガエディションでは『ZERO』シリーズと同じ山なりの動きになり、発生も早くなった。タイミングが合うと「波動拳」などの飛び道具も飛び越えることができる。空中でのEX版は急降下し、相手にヒットするとそのまま連続の蹴りを繰り出す性能になった。
晃龍拳（こうりゅうけん）
地上で拳を構え、突き上げつつ跳ね上がる。『ZERO2』以降は腕をまっすぐ伸ばさず肘を曲げたまま上昇する。リュウやケンなどの「昇龍拳」に近い技だが無敵時間がないために打ち負けやすい（初代『ZERO』のみ跳ねる瞬間まで全身無敵）。ただし稀に全身が白く光り、その場合は無敵になる。無敵になるタイミングは作品により様々だが、『ZERO2』では1/8の確率で、『ZERO2 ALPHA』と『ZERO3』では23回目で無敵に、以降は15回周期で無敵状態になる。
『ストIV』では画面後ろ側の拳を突き上げ、踏み切って伸ばした足と同じ側の手で殴る。「昇龍拳」よりもサガットの「タイガーアッパーカット」に近い動作になった。従来作と異なり、技の出掛かりは完全無敵。弱は攻撃判定が出る前に打撃・飛び道具無敵が消え、中・強は攻撃判定出現まで完全無敵が持続する。
EX版は「サイキョー晃龍拳」と叫んで飛び上がり、上昇中が完全無敵で2段技に変化するが、威力は強晃龍拳に劣る。
『ストV』では弱は投げ無敵、中は空中判定の攻撃無敵、強は打撃と飛び道具無敵、EX版は完全無敵という『ストV』における対空技の共通基本性能が本技にも適用されているため使いやすい。
轟晃龍拳（ごうこうりゅうけん）
Vトリガー[II]発動中は「晃龍拳」が本技に変化。晃龍拳の強化版となる対空技。性能はEX版晃龍拳と同様だが、コマンドのジャスト入力成功時は晃龍烈火のように2回連続で晃龍拳を繰り出す。
サイキョー流裏技・奮迅拳（サイキョーりゅううらわざ・ふんじんけん）
『ウルIV』のオメガエディションにて実装。晃龍拳のコマンドの最後の斜めと弱パンチボタンをタイミングよく入力することで技が成立する。浮かせ技で無敵と前進性能もあり、3回まで連続攻撃が可能で、3回目は相手が錐揉み回転しながら吹っ飛ぶ。
プレミアムサイン
『マーヴル』VS.シリーズのみの技。色紙にサインを書いて投げる。投げるまでが遅いが「我道拳」よりも飛距離があり、中や強で出せば画面端まで届く（ただし投げる前のサインを書き込む時間も長くなる）。完成した色紙を突き出す際も攻撃判定があり、ある程度は投げた後も軌道を上下に操作可能。この技でKOした場合は（通常の必殺技でありながら）ハイパーコンボフィニッシュと同じ演出が発生する。『マーヴル・スーパーヒーローズ VS. ストリートファイター』（以下『MVS』）で憲磨呂がCPUダンに対して挑発すると必ずこの技を出す（憲磨呂の挑発が「サインくれよ!」というものであるため）。
『MVS』稼働前は「ヨロシク火引」という技名で紹介されていたが、製品版では変更されている。
我道翔吼拳（がどうしょうこうけん）
『SVC CHAOS』のみの技。両腕を広げ大型の「我道拳」を放つ。飛距離は短い。『頂上決戦 最強ファイターズ』でも「震空我道拳」のLV2版として同様の技を使っている。
究極天地我道突き（きゅうきょくてんちがどうづき）
『SVC CHAOS』のみの技。片手を構えた後に正拳突きを繰り出す。ほぼリョウ・サカザキの「天地覇煌拳」そのものでガード不能技でもあるが、攻撃判定の出現が遅い。また、当たったとしても手を痛める演出があるため、当てても当たらなくても大きな隙が生ずるお遊び的な技。ただし対CPU戦においては一部の敵に対して大きな効果を発揮する。『ストIV』ではこの動作が通常投げの「我道突き」となっている。
弾烈拳（だんれつけん）
『ウルIV』のオメガエディションにて実装。一歩下がって構えた後、前進してパンチを3連続で浴びせ、弱以外は最後に強力な一撃（中は片掌底、強は両拳）を繰り出す。
EX版は構えた後に無数の拳撃を浴びせ、掌底アッパーで相手を高く飛ばし一部の必殺技で追撃ができる。『ウルIV』オメガエディションのみ後退中にはアーマー属性が付く。
サイキョー転塵砕（サイキョーてんじんさい）
『ウルIV』のオメガエディションにて実装。レバー1回転のコマンド投げ。体落で相手を落とすと、得意顔で相手の顔を大股で踏みつける。EX版では無敵判定が付き、踏みつけた後に追い打ちで顔に拳を叩き込む。

### スーパーコンボなど
震空我道拳（しんくうがどうけん）
気を高めて掌底を突き出し、複数ヒットする「我道拳」を放つ。通常の「我道拳」より射程が長く、飛び道具としての機能も果たす。『ZERO』シリーズでは飛び道具系スーパーコンボの中で唯一、ローズの「ソウルリフレクト」で跳ね返されてしまう。マーヴルVS.シリーズでは全く飛ばなくなっている。『SVC CHAOS』では「我道翔吼拳」と入れ替わりに使用不可になった。
晃龍烈火（こうりゅうれっか）
「晃龍拳」を連続で繰り出す。ケンの「昇龍裂破」に類似した技だが、あまり前進せずその場で跳び上がるため、相手の攻撃に対する割り込みや連続技など、距離を置いて使うには不向き（『ZERO』シリーズや『CAPCOM VS. SNK』シリーズではLv2以上で出すと前進距離が伸びる）である。しかし、ヒットした時点で相手が空中にいても巻き込んでいく性質を持ち、対空迎撃などで役に立つ場面が多く、ほぼ真上に飛ぶ点でもそれを手伝っている。ただし『CAPCOM VS. SNK 2』では空中の相手に全段ヒットしなくなっている。『ZERO2 ALPHA』までは気絶値が非常に高く、全段ヒットさせれば全技中2番目の気絶値を誇る。『SVC CHAOS』では性能が他作品よりも向上している。『CAPCOM VS. SNK』シリーズや『SVC CHAOS』では、この技を繰り出す際に「サイキョー流奥義!」と叫ぶ。
必勝無頼拳（ひっしょうぶらいけん）
その場で猛烈な勢いの打撃技を連続で繰り出した後、「晃龍拳」でフィニッシュ。Lvが上がるごとに攻撃のヒット数が増えるが、作品によっては上がるにつれて途中でリーチが極度に短い攻撃が出るものがあり、途中で空振りしたりガードされることも多い。マーヴルVS.シリーズでは性能が上がり、1発でもヒットすれば相手をロックして全て命中する。『ZERO2』ではサガットに対してLv3で決めると、最後にダンが叫ぶ台詞が変化する。『ZERO3』ではX-ISMとZ-ISMで使用可能。『ストIV』シリーズはスーパーコンボとして使用していて、空中の相手を弾き飛ばす性能のためコンボとしては使いづらい。『ウルIV』オメガエディションでは初段がヒットすると空中の相手でも引き込むため全段ヒットが容易になった。
『ストV』ではクリティカルアーツとして使用。相手に突進し、ヒットするとパンチやキックを連続で叩き込み「晃龍拳」を決めた後、最後にポーズを取る後述の「疾走無頼拳」と同様の技になっており、全ての攻撃が中攻撃のヒット音という特徴がある。
攻撃内容は以下の通り。
- （ZERO・Lv.1）踵落とし（3+2ヒット）

- 踵落としの挙動を分解するとローキック〜顎砕き蹴り〜蹴り上げ〜我道蹴り×2となる。

- （ZERO2・Lv.1）掌底→ジャブ→膝蹴り→カチ割り手刀→晃龍拳
- （ZERO3・Lv.1）膝蹴り→掌底→カチ割り手刀→超回し蹴り→晃龍拳
- （Lv.2）ジャブ→鳩尾パンチ→正拳突き→ジャブ→掌底→晃龍拳（2ヒット）
- （ZERO3・Lv.2）掌底→鳩尾パンチ→我道蹴り→踝キック→晃龍拳
- （ZERO・Lv.3）踵落とし（3+2ヒット）→ローキック→鳩尾パンチ→正拳突き→ジャブ→掌底→晃龍拳（2ヒット）
- （Lv.3）カチ割り手刀→我道蹴り→屈み掌底×2→（超回し蹴り→回転足払い）×2→カチ割り手刀→鳩尾パンチ→晃龍拳
- （IV）左ジャブ→右ジャブ→前蹴り→後ろ回し蹴り→右ボディブロー→下腹部突き→ローキック（2ヒット）→左裏拳→大振り手刀→下段横蹴り→肘フック→後ろ回し蹴り→右ショートアッパー→左チョップ→右膝蹴り→左ショートアッパー→晃龍拳

漢道（おとこみち）
前進して相手を掴んで相手もろとも自爆する技で、マーヴルVS.シリーズでのLv3専用ハイパーコンボおよび『SVC CHAOS』のEXCEED（試合中一度だけ使用可能な技）。ダン自身の体力ゲージは1ドットになってしまう上に、『マーヴル・スーパーヒーローズ VS. ストリートファイター』では投げ抜けをされてしまうため、魅せ技としての要素が強い。ただし登場するごとに性能が少しずつ上がっており、『MARVEL VS. CAPCOM 2』では体力が1ドットになるものの、全技中トップの攻撃力を誇る。『SVC CHAOS』では体力の減少がなくなった。『頂上決戦 最強ファイターズ』では1ドットになるが、相手に4分の1程度しかダメージを与えられない。
オヤジブラスト
『ポケットファイター』のマイティコンボ。発動時のボイスは「オヤジビーム」。父親・強の幽霊が登場して、鼻から強力なビームを放つ。発動は遅く威力も低めだが、射程が長くヒット数も多い。
殉哭殺（じゅんこくさつ）
『ポケットファイター』のマイティコンボ。強の幽霊が登場して、「瞬獄殺」のような技を繰り出す。この技で相手に勝利すると、背景に「天」ではなく「父」の字が表れる。なお、突進する強の幽霊は弾扱いとなっており、飛び道具が当たると消えてしまう。
真・晃龍拳（しん・こうりゅうけん）
家庭用移植版『ポケットファイター』で追加されたマイティコンボ。アーケード版には存在しない。連続攻撃を決めてからかなり高くまで上がる「晃龍拳」を出す。
漫画『さくらがんばる!』のケンとの対決でも同名の技が出ている（全身を光らせ晃龍拳を放っているが、技を当てる前にKOされた）。
疾走無頼拳（しっそうぶらいけん）
『ストIV』のウルトラコンボ。両腕をクロスさせた状態で前方へ突進し、相手に接触すると攻撃が発動。
- 頬へのストレート→腹部への前蹴り→腹部へのショートアッパー→腹部への膝蹴り→前屈みになった相手の背中に肘落とし→頬へのストレート→後ろ回し蹴り→晃龍拳

連続で6発の打撃を繰り出し「晃龍拳」が決まると画面に向かってポーズを決める。ガード可能な打撃投げで、相手に避けられたりガードされた場合は転んでしまい、大きな隙ができる。セービング可能な打撃投げで、『ウルIV』のみアーマーブレイク属性を持つ。
覇王我道拳（はおうがどうけん）
『スパIV』で追加されたウルトラコンボ。両手に溜めた気を一つに組み合わせた後、前方に強力な波動を放つ。波動は少し進んだところで爆発し消えてしまい、その爆発の反動でダン自ら後方に吹っ飛んでしまうという演出がある。通常の我道拳と同様、気弾の射程に制限はあるが、発射時に大きく踏み込むためリーチはある程度カバーされる。また、ダン自身も後方に吹っ飛ぶため、相手にガードさせれば反撃を喰らうことは少ない。
『ストV』ではVトリガーとして使用する。

### 挑発
各種の挑発はダンを象徴する存在である。登場作品によって他のキャラクターの挑発にラウンド中1回の制限がある場合でも、ダンのみ無制限で挑発を出すことができる。
通常挑発、しゃがみ挑発、空中挑発 / ジャンプ挑発、屈伸挑発
それぞれ直立、しゃがみ、ジャンプ状態での挑発。片手を挙げ、拳を顔の前に掲げるポーズを取りながら台詞を叫ぶ。空中挑発は着地してしまえば、ほぼ隙がないので比較的安全に出すことができる。『ZERO3』のX-ISMでは立ち状態の挑発にわずかな攻撃判定があり、威力は低いが対空技として使うことも可能。
『ストIV』シリーズではジャンプ挑発、しゃがみ挑発にわずかな攻撃判定があり、ジャンプ中に挑発すると飛距離が伸びる性能になったが着地時は隙が大きくなった。『ウルIV』オメガエディションではジャンプ挑発で飛距離は伸びなくなったが着地時の隙は小さく、空中の相手にジャンプ挑発を当てると吹き飛びやられとなり追撃ができる。
この挑発ポーズは勝利ポーズとしても使用されており、バリエーションとして同じポーズで道着の上半身をはだけたり、涙を流しながら父親を偲んで叫ぶものも存在する。
『ポケットファイター』ではしゃがみ挑発は専用のポーズ（正面を向いて両手を顎の下に沿え、間抜けな顔をしながら手足を揺れ動かす）に変更されている。
『ストV』では連続したしゃがみ（屈伸）を行うと専用の挑発が出る。
前転挑発、後転挑発
必殺技のように特定のコマンドを入れつつ挑発のボタンを押すことで、前転か後転した後で挑発する。前転は相手をすり抜けられ、後転は相手との距離を離せるが、その後の挑発で隙だらけとなる。
挑発伝説
前転挑発を繰り返し、ジャンプ挑発、さらに挑発（「よゆうッス」）を重ねてフィニッシュするスーパーコンボ。挑発を繰り返すだけという技。基本は挑発なので、スーパーコンボでありながら攻撃性能は皆無。作品によっては、前転挑発中に相手に接近した際には、相手の前後に纏わり付くように前転挑発→ジャンプ挑発を行うものもある。
最後の決めポーズは、足を揃えて笑顔で片手の親指を立てるという『龍虎の拳』に登場するユリ・サカザキの勝利ポーズを真似たものであり、こちらも勝利ポーズとして登場することがある。最後まで出し切ると、双方のスーパーコンボゲージが完全に溜まる作品がある。『SVC CHAOS』では途中の挑発モーションにユリの挑発やジョー・ヒガシの挑発（『KOF'99』以降などのもの）と似たものが混じっている。『マーヴル・スーパーヒーローズ VS. ストリートファイター』ではスーパーコンボフィニッシュ時に英語の音声が入る演出があったが、ダメージ判定は途中のサイン色紙を掲げる手のみなので相手を倒すことがきわめて難しく、それゆえこの技のみ発動時に技名の英語ボイスが入るようになっている（運良くサイン色紙を掲げる手でフィニッシュできた場合は英語音声で勝利演出が発生する）。
『ストIV』シリーズでは「挑発伝説」の途中にウルトラコンボを発動することができる。
『ストV』ではコマンド表には記載されていない隠し技扱いのクリティカルアーツとなっており、挑発を行う毎にダンのセリフが文字で表示される演出が入る。最後まで挑発を行うと両者のVゲージとEXゲージが満タンになる。なお、最後のポーズ中に相手の攻撃を食らうと通常の5倍のダメージを受ける。
この「挑発伝説」を開発したカプコンのプログラマーである原田康則は、「最後に"よゆうッス"って言っているときに昇龍拳とか入れると、カウンター・ダメージでさらにたくさん体力を減らせるっていうオマケがあるんですよ。だから、出された側は、ブン殴るなら、一応最後まで見てからにしたほうが、よけいに体力減らせて得なんです（笑）」と話している。
挑発神話
『ZERO3』のZ-ISMにおけるLv3専用スーパーコンボ。発動後の一定時間、どの攻撃ボタンを押しても挑発が出る。

## その他
- 家庭用『ZERO』の解説書ではベガと豪鬼の紹介があるが、ダンの存在は伏せられている。
- キャラクターとしての由来は『COMPLETE FILE STREET FIGHTER II』（朝日ソノラマ）に掲載されたあきまんのイラストが基になっていて、そのイメージを活かして『ZERO』『ZERO2』『ZERO3』でサガットがオレンジ色の道着に下駄を履いたダンをわしづかみにして投げ捨てるという演出[注 5]がある。また、『ZERO』開発当初はその演出のみの登場予定だった[2]。
- 『ZERO』ではパーフェクト勝利の上で、さらに256分の1の確率で「よゆうッス」のポーズを取る[17]。ここまで確率が低いのは「『よゆうッス！』のポーズ見たよってあまりにもレアすぎてみんなから信じてもらえない」というコンセプトにしたことが理由である[7]。
- 『ZERO』登場当時は、顔つきや髪型が『ヴァンパイア ハンター』のドノヴァン・バインに似ていることから、正体はドノヴァンの子孫「ダン・バイン」ではないのかという説が囁かれていた[18]。

## 主な登場作品
- ストリートファイターZEROシリーズ
- マーヴルVS.シリーズ
  - マーヴル・スーパーヒーローズ VS. ストリートファイター
  - MARVEL VS. CAPCOM 2 NEW AGE OF HEROES
- スーパーパズルファイターIIX
- ポケットファイター
- 頂上決戦 最強ファイターズ SNK VS. CAPCOM
- SNK VS. CAPCOM 激突カードファイターズ全シリーズ（トレーディングカードゲーム版も含む） 
  - プレイヤーキャラクターカードとして登場している。
- CAPCOM VS. SNKシリーズ （『PRO』以降）
  - CAPCOM VS. SNK PRO
  - CAPCOM VS. SNK 2
- SNK VS. CAPCOM SVC CHAOS
  - 乱入キャラクターかつ隠しキャラクターとして登場。
- ストリートファイターIVシリーズ
  - ストリートファイターIV（家庭用）
  - スーパーストリートファイターIV
  - ウルトラストリートファイターIV
- ストリートファイターV
- ストリートファイター X 鉄拳
  - チュートリアルモードのナビゲーターとしてのみ登場。
- Street Fighter X Mega Man
  - 特殊武器取得デモに登場。

## 担当声優
- 細井治（各種ゲーム）
- 石川和之（OVA『ストリートファイターZERO -THE ANIMATION-』）
- 楠田敏之（『ストIV』シリーズ、『ストV』）